# Sycon coactum
Sycon coactum är en svampdjursart som beskrevs av Urban 1905. Sycon coactum ingår i släktet Sycon och familjen Sycettidae. Inga underarter finns listade i Catalogue of Life.